# Fittkaulus
Fittkaulus is een geslacht van haften (Ephemeroptera) uit de familie Leptophlebiidae.

## Soorten
Het geslacht Fittkaulus omvat de volgende soorten:
- Fittkaulus amazonicus
- Fittkaulus cuiabae
- Fittkaulus cururuensis
- Fittkaulus maculatus